# Richie Guerin
Richard Vincent „Richie” Guerin (ur. 29 maja 1932 w Nowym Jorku) – amerykański koszykarz, obrońca, wielokrotnie wybierany do meczu gwiazd NBA oraz składów najlepszych zawodników NBA. Członek Koszykarskiej Galerii Sław.
Jako nastolatek uczęszczał do akademii wojskowej w Bronksie. W latach 1947–1954 widniał na liście korpusu piechoty morskiej. W latach 1950–1954 uczęszczał do Iona College, gdzie występował w tamtejszej drużynie akademickiej, notując średnio 19,9 punktu. Po ukończeniu studiów został wybrany w drugiej rundzie draftu NBA z numerem 17. przez New York Knicks. Zaraz po wyborze był zobowiązany odsłużyć dwa lata w korpusie marines jako drugi porucznik (polski odpowiednik to podporucznik).

## Osiągnięcia

### Zawodnicze
NBA
- 6-krotny uczestnik meczu gwiazd NBA (1958–1963)[4]
- 3-krotnie wybierany do II składu NBA (1959, 1960, 1962)[1]
- Członek Koszykarskiej Galerii Sław (Naismith Memorial Basketball Hall Of Fame - 2013)[2]
- Lider play-off w średniej asyst (1966)[5]

### Trenerskie
- Trener Roku NBA (1968)[6]
- Trener drużyny Wschodu podczas meczu gwiazd Legend NBA (1987)[7]